# Reinhold Häussermann
Pour les articles homonymes, voir Hausserman.
Reinhold Häussermann (né le 10 février 1884 à Stuttgart, mort le 4 avril 1947 à Vienne) est un acteur germano-autrichien.

## Biographie
Reinhold Häussermann commence sa carrière au théâtre à 18 ans. En 1902, il apparaît pour la première fois sur la scène du théâtre d'Ulm, avant d'obtenir un an plus tard, en 1903, un engagement dans un théâtre de Mulhouse, alors dans le Reichsland Elsaß-Lothringen. Häussermann travaille sur de nombreuses scènes allemandes, notamment à Krefeld, Erfurt et Hanovre. De 1912 à 1914, il monte sur scène au Lustspielhaus de Berlin. Après avoir participé à la Première Guerre mondiale, avec le soutien de l'acteur autrichien Hugo Thimig, Häussermann obtient un emploi au Burgtheater de Vienne en 1915.
Häussermann s'intéresse au cinéma aussitôt qu'il apparaît. En 1919, il est devant la caméra dans la comédie Seine Durchlaucht der Landstreicher à côté de Joseph Schildkraut. La plupart de la vingtaine de productions auquel il a collaboré sont autrichiennes.
Après l'Anschluss, son admission par la Chambre du théâtre du Reich lui est refusée à cause de son épouse "à moitié juive" ; cependant, grâce à une autorisation spéciale, il est au Burgtheater jusqu'en 1944 et peut continuer à travailler au cinéma.
En 1947, peu avant sa mort, à l'âge de 63 ans, il reçoit la distinction de Kammerschauspieler.
Son fils est l'acteur Ernst Haeusserman (de) et sa bru est l'actrice Susi Nicoletti.
En 1977, la Haeussermannweg dans la Landstrasse, le 3e arrondissement de Vienen, porte son nom et celui de son fils Ernst Haeusserman.

## Filmographie
- 1919 : Seine Durchlaucht der Landstreicher
- 1920 : Durch die Quartiere des Elends und Verbrechens
- 1922 : Herren der Meere
- 1922 : Flora mystica
- 1922 : Seine Exzellenz
- 1924 : L'Esclave reine
- 1924 : Ssanin (de)
- 1925 : Der Fluch
- 1926 : Die dritte Eskadron (de)
- 1929 : Die verschwundene Frau
- 1931 : Purpur und Waschblau
- 1932 : Der Prinz von Arkadien
- 1934 : Ein Stern fällt vom Himmel (de)
- 1936 : Die Leuchter des Kaisers (de)
- 1936 : Konfetti (de)
- 1937 : Der Mann, von dem man spricht
- 1938 : Konzert in Tirol
- 1939 : On a volé un homme (de)
- 1939 : Antoine le magnifique (de)
- 1939 : Une mère
- 1940 : Le Maître de poste